# Seth Bauer
Seth David Bauer (født 25. september 1959 i Bridgeport, Connecticut, USA) er en amerikansk tidligere roer.
Bauer vandt en bronzemedalje i discplinen otter ved OL 1988 i Seoul, som styrmand i båden der blev roet af Jonathan Smith, Mike Teti, Ted Patton, Jack Rusher, Jeffrey McLaughlin, Doug Burden, Peter Nordell og John Pescatore. I finalen blev amerikanerne kun besejret af guldvinderne fra Vesttyskland og af sølvvinderne fra Sovjetunionen.
Bauer vandt desuden en VM-guldmedalje i otter ved VM 1987 i København og en bronzemedalje i samme disciplin ved VM 1981 i München.

## OL-medaljer
- 1988:  Bronze i otter